# Final del Torneo Apertura 2022 (Colombia)
La final del Torneo Apertura 2022 de Colombia fue una serie de partidos de fútbol que se disputó entre el 22 y 26 de junio de 2022 para definir al campeón de la nonagésima cuarta (94a.) edición de la Categoría Primera A, máxima categoría del fútbol profesional de Colombia. Esta llave representó la última fase de la competición y la disputaron Atlético Nacional y Deportes Tolima, ganadores de los grupos A y B de los cuadrangulares semifinales del torneo.
En esta fase, la regla del gol de visitante no se tomó en cuenta como medida de desempate en caso de empate en goles ni hubo tiempos extras una vez finalizados los 180 minutos reglamentarios de la llave, sino que de haber empate en el marcador global directamente se procedería a definir la llave por tiros desde el punto penal. En el partido de vuelta fue local el equipo con mejor puntaje acumulado del torneo (sumatoria de puntos obtenidos por cada equipo en las fases previas a la final).
Atlético Nacional fue el ganador de esta serie y logró su decimoséptimo título de liga, derrotando al Deportes Tolima por un marcador global de 4:3 luego de ganar 3:1 en el partido de ida en Medellín y perder el partido de vuelta en Ibagué por dos goles a uno. Como ganador de esta llave y en consecuencia, del campeonato, obtuvo el derecho de disputar la Copa Libertadores 2023 desde la fase de grupos y la Superliga de Colombia 2023.

## Llave
|                       | vs. | Bandera del departamento de Antioquia |
| --------------------- | --- | ------------------------------------- |
| Deportes Tolima 3 1 2 | vs. | Atlético Nacional 4 3 1               |

## Estadios
| Ibagué                      | Medellín                  |
| --------------------------- | ------------------------- |
| Estadio Manuel Murillo Toro | Estadio Atanasio Girardot |
| Capacidad: 28 170           | Capacidad: 44 943         |
|                             |                           |

## Antecedentes
Fue la segunda ocasión en la cual Deportes Tolima y Atlético Nacional definieron al campeón de la máxima categoría del fútbol profesional colombiano, habiéndose enfrentado previamente en la final del torneo Apertura 2018. En aquella ocasión, los tolimenses se coronaron campeones por segunda vez en su historia bajo dirección técnica de Alberto Gamero, derrotando al onceno paisa entrenado por el argentino Jorge Almirón. La ida se disputó el miércoles 6 de junio de 2018 en el Estadio Manuel Murillo Toro de Ibagué, donde hubo victoria verdolaga por un gol a cero gracias al tanto de Dayro Moreno. En la vuelta disputada el sábado 9 de junio en el Estadio Atanasio Girardot de Medellín, el cuadro pijao empató el global 2:2 tras triunfar por dos goles a uno cortesía de Sebastián Villa y Danovis Banguero mientras que Vladimir Hernández descontó para el equipo antioqueño, teniendo que definir todo en la tanda de penales donde la escuadra vinotinto y oro triunfó sobre el verde de la montaña por 4:2, siendo el portero Álvaro Montero el héroe tapando los cobros de Reinaldo Lenis y Vladimir Hernández.

## Estadísticas

### Enfrentamientos previos en 2022
Por liga (torneo Apertura) los equipos solo se vieron las caras una vez, en la fase todos contra todos con triunfo pijao:
| Apertura | Todos contra todos | Atlético Nacional | 0 : 1 | Deportes Tolima | Atanasio Girardot | 3 de febrero | 20:15 |

### Campaña de los finalistas
A continuación se encuentran tabuladas las estadísticas del Deportes Tolima y del Atlético Nacional en las fases previas a la final (todos contra todos y cuadrangulares semifinales):
| Equipos           | PJ | PG | PE | PP | GF | GC | Dif. | Pts. | Rend.  |
| ----------------- | -- | -- | -- | -- | -- | -- | ---- | ---- | ------ |
| Deportes Tolima   | 26 | 16 | 5  | 5  | 36 | 16 | 20   | 53   | 67,9 % |
| Atlético Nacional | 26 | 13 | 9  | 4  | 36 | 20 | 16   | 48   | 61,5 % |

#### Atlético Nacional
| Fecha                                                                                       | Fase                               | Estadio                                      | Local                  | Resultado | Visitante              |
| ------------------------------------------------------------------------------------------- | ---------------------------------- | -------------------------------------------- | ---------------------- | --------- | ---------------------- |
| 22 de enero                                                                                 | Todos contra todos                 | Doce de Octubre, Tuluá                       | Cortuluá               | 1 : 1     | Atlético Nacional      |
| 26 de enero                                                                                 | Todos contra todos                 | Atanasio Girardot, Medellín                  | Atlético Nacional      | 3 : 1     | Junior                 |
| 29 de enero                                                                                 | Todos contra todos                 | El Campín, Bogotá                            | Millonarios            | 0 : 2     | Atlético Nacional      |
| 3 de febrero                                                                                | Todos contra todos                 | Atanasio Girardot, Medellín                  | Atlético Nacional      | 0 : 1     | Deportes Tolima        |
| 6 de febrero                                                                                | Todos contra todos                 | Departamental Libertad, Pasto                | Deportivo Pasto        | 0 : 1     | Atlético Nacional      |
| 11 de febrero                                                                               | Todos contra todos                 | Atanasio Girardot, Medellín                  | Atlético Nacional      | 0 : 0     | Alianza Petrolera      |
| 15 de febrero                                                                               | Todos contra todos                 | Metropolitano Ciudad de Itagüí, Itagüí       | Envigado F. C.         | 1 : 2     | Atlético Nacional      |
| 19 de febrero                                                                               | Todos contra todos                 | Atanasio Girardot, Medellín                  | Atlético Nacional      | 1 : 0     | Unión Magdalena        |
| 27 de febrero                                                                               | Todos contra todos                 | Alfonso López, Bucaramanga                   | Atlético Bucaramanga   | 3 : 1     | Atlético Nacional      |
| 6 de marzo                                                                                  | Todos contra todos                 | Atanasio Girardot, Medellín                  | Atlético Nacional      | 2 : 0     | Independiente Medellín |
| 17 de marzo                                                                                 | Todos contra todos                 | Atanasio Girardot, Medellín                  | Atlético Nacional      | 3 : 1     | Jaguares               |
| 21 de marzo                                                                                 | Todos contra todos                 | Deportivo Cali, Palmira                      | Deportivo Cali         | 3 : 3     | Atlético Nacional      |
| 28 de marzo                                                                                 | Todos contra todos                 | Atanasio Girardot, Medellín                  | Atlético Nacional      | 2 : 1     | Santa Fe               |
| 2 de abril                                                                                  | Todos contra todos                 | La Independencia, Tunja                      | Patriotas              | 0 : 2     | Atlético Nacional      |
| 10 de abril                                                                                 | Todos contra todos                 | Atanasio Girardot, Medellín                  | Atlético Nacional      | 2 : 0     | América de Cali        |
| 17 de abril                                                                                 | Todos contra todos                 | Alberto Grisales, Rionegro                   | Águilas Doradas        | 1 : 0     | Atlético Nacional      |
| 23 de abril                                                                                 | Todos contra todos                 | Atanasio Girardot, Medellín                  | Atlético Nacional      | 0 : 0     | Once Caldas            |
| 30 de abril                                                                                 | Todos contra todos                 | Polideportivo Sur, Envigado                  | Independiente Medellín | 0 : 0     | Atlético Nacional      |
| 6 de mayo                                                                                   | Todos contra todos                 | Atanasio Girardot, Medellín                  | Atlético Nacional      | 1 : 1     | Deportivo Pereira      |
| 14 de mayo                                                                                  | Todos contra todos                 | Metropolitano de Techo, Bogotá               | La Equidad             | 1 : 0     | Atlético Nacional      |
| Atlético Nacional avanzó de fase como tercero (3.°) en el todos contra todos con 36 puntos. |                                    |                                              |                        |           |                        |
| 21 de mayo                                                                                  | Cuadrangulares semifinales Grupo A | Metropolitano Roberto Meléndez, Barranquilla | Junior                 | 1 : 1     | Atlético Nacional      |
| 31 de mayo                                                                                  | Cuadrangulares semifinales Grupo A | Atanasio Girardot, Medellín                  | Atlético Nacional      | 2 : 2     | Millonarios            |
| 4 de junio                                                                                  | Cuadrangulares semifinales Grupo A | Atanasio Girardot, Medellín                  | Atlético Nacional      | 4 : 1     | Atlético Bucaramanga   |
| 8 de junio                                                                                  | Cuadrangulares semifinales Grupo A | Alfonso López, Bucaramanga                   | Atlético Bucaramanga   | 0 : 1     | Atlético Nacional      |
| 11 de junio                                                                                 | Cuadrangulares semifinales Grupo A | El Campín, Bogotá                            | Millonarios            | 0 : 0     | Atlético Nacional      |
| 15 de junio                                                                                 | Cuadrangulares semifinales Grupo A | Atanasio Girardot, Medellín                  | Atlético Nacional      | 2 : 1     | Junior                 |
| Atlético Nacional avanzó de fase como ganador del grupo A con 12 puntos.                    |                                    |                                              |                        |           |                        |

|  |                                |
|  | Triunfo del Atlético Nacional. |
|  | Empate.                        |
|  | Derrota del Atlético Nacional. |

#### Deportes Tolima
| Fecha                                                                                     | Fase                               | Estadio                              | Local                  | Resultado | Visitante              |
| ----------------------------------------------------------------------------------------- | ---------------------------------- | ------------------------------------ | ---------------------- | --------- | ---------------------- |
| 23 de enero                                                                               | Todos contra todos                 | Atanasio Girardot, Medellín          | Independiente Medellín | 1 : 0     | Deportes Tolima        |
| 26 de enero                                                                               | Todos contra todos                 | Deportivo Cali, Palmira              | Deportivo Cali         | 0 : 1     | Deportes Tolima        |
| 31 de enero                                                                               | Todos contra todos                 | Manuel Murillo Toro, Ibagué          | Deportes Tolima        | 2 : 1     | Unión Magdalena        |
| 3 de febrero                                                                              | Todos contra todos                 | Atanasio Girardot, Medellín          | Atlético Nacional      | 0 : 1     | Deportes Tolima        |
| 6 de febrero                                                                              | Todos contra todos                 | Manuel Murillo Toro, Ibagué          | Deportes Tolima        | 2 : 1     | Atlético Bucaramanga   |
| 13 de febrero                                                                             | Todos contra todos                 | Jaraguay, Montería                   | Jaguares               | 0 : 2     | Deportes Tolima        |
| 16 de febrero                                                                             | Todos contra todos                 | Manuel Murillo Toro, Ibagué          | Deportes Tolima        | 3 : 0     | Santa Fe               |
| 20 de febrero                                                                             | Todos contra todos                 | Metropolitano de Techo, Bogotá       | La Equidad             | 0 : 0     | Deportes Tolima        |
| 26 de febrero                                                                             | Todos contra todos                 | Manuel Murillo Toro, Ibagué          | Deportes Tolima        | 0 : 2     | Junior                 |
| 7 de marzo                                                                                | Todos contra todos                 | Olímpico Pascual Guerrero, Cali      | Cortuluá               | 1 : 3     | Deportes Tolima        |
| 16 de marzo                                                                               | Todos contra todos                 | Manuel Murillo Toro, Ibagué          | Deportes Tolima        | 1 : 2     | Patriotas              |
| 22 de marzo                                                                               | Todos contra todos                 | Palogrande, Manizales                | Once Caldas            | 2 : 2     | Deportes Tolima        |
| 27 de marzo                                                                               | Todos contra todos                 | Manuel Murillo Toro, Ibagué          | Deportes Tolima        | 1 : 0     | América de Cali        |
| 2 de abril                                                                                | Todos contra todos                 | Hernán Ramírez Villegas, Pereira     | Deportivo Pereira      | 0 : 2     | Deportes Tolima        |
| 9 de abril                                                                                | Todos contra todos                 | Manuel Murillo Toro, Ibagué          | Deportes Tolima        | 3 : 0     | Águilas Doradas        |
| 16 de abril                                                                               | Todos contra todos                 | Manuel Murillo Toro, Ibagué          | Deportes Tolima        | 0 : 1     | Deportivo Pasto        |
| 24 de abril                                                                               | Todos contra todos                 | Daniel Villa Zapata, Barrancabermeja | Alianza Petrolera      | 0 : 2     | Deportes Tolima        |
| 30 de abril                                                                               | Todos contra todos                 | Manuel Murillo Toro, Ibagué          | Deportes Tolima        | 3 : 2     | Cortuluá               |
| 8 de mayo                                                                                 | Todos contra todos                 | El Campín, Bogotá                    | Millonarios            | 0 : 0     | Deportes Tolima        |
| 14 de mayo                                                                                | Todos contra todos                 | Manuel Murillo Toro, Ibagué          | Deportes Tolima        | 1 : 1     | Envigado F. C.         |
| Deportes Tolima avanzó de fase como segundo (2.°) en el todos contra todos con 40 puntos. |                                    |                                      |                        |           |                        |
| 21 de mayo                                                                                | Cuadrangulares semifinales Grupo B | Polideportivo Sur, Envigado          | Envigado F. C.         | 1 : 4     | Deportes Tolima        |
| 1 de junio                                                                                | Cuadrangulares semifinales Grupo B | Manuel Murillo Toro, Ibagué          | Deportes Tolima        | 0 : 0     | Independiente Medellín |
| 5 de junio                                                                                | Cuadrangulares semifinales Grupo B | Manuel Murillo Toro, Ibagué          | Deportes Tolima        | 1 : 0     | La Equidad             |
| 9 de junio                                                                                | Cuadrangulares semifinales Grupo B | Metropolitano de Techo, Bogotá       | La Equidad             | 1 : 0     | Deportes Tolima        |
| 12 de junio                                                                               | Cuadrangulares semifinales Grupo B | Atanasio Girardot, Medellín          | Independiente Medellín | 0 : 1     | Deportes Tolima        |
| 16 de junio                                                                               | Cuadrangulares semifinales Grupo B | Manuel Murillo Toro, Ibagué          | Deportes Tolima        | 1 : 0     | Envigado F. C.         |
| Deportes Tolima avanzó de fase como ganador del grupo B con 13 puntos.                    |                                    |                                      |                        |           |                        |

|  |                              |
|  | Triunfo del Deportes Tolima. |
|  | Empate.                      |
|  | Derrota del Deportes Tolima. |

## Desarrollo

### Partido de ida
| 23    | POR   | Kevin Mier           |     |
| 19    | DEF   | Yerson Candelo       |     |
| 18    | DEF   | Emanuel Olivera      |     |
| 22    | DEF   | Juan David Cabal     |     |
| 20    | DEF   | Danovis Banguero     |     |
| 27    | MED   | Sebastián Gómez      |     |
| 5     | MED   | Jhon Duque           | 45' |
| 8     | MED   | Dorlan Pabón         | 82' |
| 17    | MED   | Yeison Guzmán        | 59' |
| 16    | MED   | Daniel Mantilla      |     |
| 9     | DEL   | Jefferson Duque      | 90' |
| D. T. | D. T. | Hernán Darío Herrera |     |

| 22    | POR   | Alexander Domínguez |     |
| 4     | DEF   | Jonathan Marulanda  |     |
| 3     | DEF   | Julián Quiñones     |     |
| 5     | DEF   | José Moya           |     |
| 20    | DEF   | Junior Hernández    |     |
| 6     | MED   | Brayan Rovira       |     |
| 18    | MED   | Rodrigo Ureña       |     |
| 11    | MED   | Anderson Plata      | 66' |
| 10    | MED   | Daniel Cataño       | 67' |
| 21    | MED   | Andrés Ibargüen     | 77' |
| 17    | DEL   | Michael Rangel      | 66' |
| D. T. | D. T. | Hernán Torres       |     |

| 10 | MED | Andrés Andrade  | 45' |
| 7  | MED | Jarlan Barrera  | 59' |
| 13 | MED | Alexander Mejía | 82' |
| 70 | MED | Giovanni Moreno | 90' |

| 28 | MED | Luis Miranda          | 66' |
| 9  | DEL | Juan Fernando Caicedo | 66' |
| 30 | MED | Yohandry Orozco       | 67' |
| 27 | DEL | Gustavo Ramírez       | 77' |

| 43' · 71' · 90+3' | Danovis Banguero Yerson Candelo Andrés Andrade | 1:1 2:1 3:1 |

| 23' | Anderson Plata | 0:1 |

| 17' | Juan David Cabal |

| 14' · 68' · 80' · 83' | Daniel Cataño Brayan Rovira Julián Quiñones Rodrigo Ureña |

| Principal  | Éder Vergara  |
| Asistentes | Dionisio Ruiz |
|            | Richard Ortiz |
| Cuarto     | Jorge Duarte  |

| VAR            | Jorge Guzmán   |
| Asistentes VAR | Ricardo García |

|  |                    |        |        |
|  | Tiros              | 19     | 10     |
|  | Tiros a puerta     | 6      | 3      |
|  | Faltas             | 7      | 15     |
|  | Saques de esquina  | 4      | 5      |
|  | Fueras de juego    | 0      | 2      |
|  | Posesión del balón | 55,8 % | 44,2 % |

| 23    | POR   | Kevin Mier           |     |
| 19    | DEF   | Yerson Candelo       |     |
| 18    | DEF   | Emanuel Olivera      |     |
| 22    | DEF   | Juan David Cabal     |     |
| 20    | DEF   | Danovis Banguero     |     |
| 27    | MED   | Sebastián Gómez      |     |
| 5     | MED   | Jhon Duque           | 45' |
| 8     | MED   | Dorlan Pabón         | 82' |
| 17    | MED   | Yeison Guzmán        | 59' |
| 16    | MED   | Daniel Mantilla      |     |
| 9     | DEL   | Jefferson Duque      | 90' |
| D. T. | D. T. | Hernán Darío Herrera |     |

| 22    | POR   | Alexander Domínguez |     |
| 4     | DEF   | Jonathan Marulanda  |     |
| 3     | DEF   | Julián Quiñones     |     |
| 5     | DEF   | José Moya           |     |
| 20    | DEF   | Junior Hernández    |     |
| 6     | MED   | Brayan Rovira       |     |
| 18    | MED   | Rodrigo Ureña       |     |
| 11    | MED   | Anderson Plata      | 66' |
| 10    | MED   | Daniel Cataño       | 67' |
| 21    | MED   | Andrés Ibargüen     | 77' |
| 17    | DEL   | Michael Rangel      | 66' |
| D. T. | D. T. | Hernán Torres       |     |

| 10 | MED | Andrés Andrade  | 45' |
| 7  | MED | Jarlan Barrera  | 59' |
| 13 | MED | Alexander Mejía | 82' |
| 70 | MED | Giovanni Moreno | 90' |

| 28 | MED | Luis Miranda          | 66' |
| 9  | DEL | Juan Fernando Caicedo | 66' |
| 30 | MED | Yohandry Orozco       | 67' |
| 27 | DEL | Gustavo Ramírez       | 77' |

| 43' · 71' · 90+3' | Danovis Banguero Yerson Candelo Andrés Andrade | 1:1 2:1 3:1 |

| 23' | Anderson Plata | 0:1 |

| 17' | Juan David Cabal |

| 14' · 68' · 80' · 83' | Daniel Cataño Brayan Rovira Julián Quiñones Rodrigo Ureña |

| Principal  | Éder Vergara  |
| Asistentes | Dionisio Ruiz |
|            | Richard Ortiz |
| Cuarto     | Jorge Duarte  |

| VAR            | Jorge Guzmán   |
| Asistentes VAR | Ricardo García |

|  |                    |        |        |
|  | Tiros              | 19     | 10     |
|  | Tiros a puerta     | 6      | 3      |
|  | Faltas             | 7      | 15     |
|  | Saques de esquina  | 4      | 5      |
|  | Fueras de juego    | 0      | 2      |
|  | Posesión del balón | 55,8 % | 44,2 % |

| 23    | POR   | Kevin Mier           |     |
| 19    | DEF   | Yerson Candelo       |     |
| 18    | DEF   | Emanuel Olivera      |     |
| 22    | DEF   | Juan David Cabal     |     |
| 20    | DEF   | Danovis Banguero     |     |
| 27    | MED   | Sebastián Gómez      |     |
| 5     | MED   | Jhon Duque           | 45' |
| 8     | MED   | Dorlan Pabón         | 82' |
| 17    | MED   | Yeison Guzmán        | 59' |
| 16    | MED   | Daniel Mantilla      |     |
| 9     | DEL   | Jefferson Duque      | 90' |
| D. T. | D. T. | Hernán Darío Herrera |     |

| 22    | POR   | Alexander Domínguez |     |
| 4     | DEF   | Jonathan Marulanda  |     |
| 3     | DEF   | Julián Quiñones     |     |
| 5     | DEF   | José Moya           |     |
| 20    | DEF   | Junior Hernández    |     |
| 6     | MED   | Brayan Rovira       |     |
| 18    | MED   | Rodrigo Ureña       |     |
| 11    | MED   | Anderson Plata      | 66' |
| 10    | MED   | Daniel Cataño       | 67' |
| 21    | MED   | Andrés Ibargüen     | 77' |
| 17    | DEL   | Michael Rangel      | 66' |
| D. T. | D. T. | Hernán Torres       |     |

| 10 | MED | Andrés Andrade  | 45' |
| 7  | MED | Jarlan Barrera  | 59' |
| 13 | MED | Alexander Mejía | 82' |
| 70 | MED | Giovanni Moreno | 90' |

| 28 | MED | Luis Miranda          | 66' |
| 9  | DEL | Juan Fernando Caicedo | 66' |
| 30 | MED | Yohandry Orozco       | 67' |
| 27 | DEL | Gustavo Ramírez       | 77' |

| 43' · 71' · 90+3' | Danovis Banguero Yerson Candelo Andrés Andrade | 1:1 2:1 3:1 |

| 23' | Anderson Plata | 0:1 |

| 17' | Juan David Cabal |

| 14' · 68' · 80' · 83' | Daniel Cataño Brayan Rovira Julián Quiñones Rodrigo Ureña |

| Principal  | Éder Vergara  |
| Asistentes | Dionisio Ruiz |
|            | Richard Ortiz |
| Cuarto     | Jorge Duarte  |

| VAR            | Jorge Guzmán   |
| Asistentes VAR | Ricardo García |

|  |                    |        |        |
|  | Tiros              | 19     | 10     |
|  | Tiros a puerta     | 6      | 3      |
|  | Faltas             | 7      | 15     |
|  | Saques de esquina  | 4      | 5      |
|  | Fueras de juego    | 0      | 2      |
|  | Posesión del balón | 55,8 % | 44,2 % |

| 23    | POR   | Kevin Mier           |     |
| 19    | DEF   | Yerson Candelo       |     |
| 18    | DEF   | Emanuel Olivera      |     |
| 22    | DEF   | Juan David Cabal     |     |
| 20    | DEF   | Danovis Banguero     |     |
| 27    | MED   | Sebastián Gómez      |     |
| 5     | MED   | Jhon Duque           | 45' |
| 8     | MED   | Dorlan Pabón         | 82' |
| 17    | MED   | Yeison Guzmán        | 59' |
| 16    | MED   | Daniel Mantilla      |     |
| 9     | DEL   | Jefferson Duque      | 90' |
| D. T. | D. T. | Hernán Darío Herrera |     |

| 22    | POR   | Alexander Domínguez |     |
| 4     | DEF   | Jonathan Marulanda  |     |
| 3     | DEF   | Julián Quiñones     |     |
| 5     | DEF   | José Moya           |     |
| 20    | DEF   | Junior Hernández    |     |
| 6     | MED   | Brayan Rovira       |     |
| 18    | MED   | Rodrigo Ureña       |     |
| 11    | MED   | Anderson Plata      | 66' |
| 10    | MED   | Daniel Cataño       | 67' |
| 21    | MED   | Andrés Ibargüen     | 77' |
| 17    | DEL   | Michael Rangel      | 66' |
| D. T. | D. T. | Hernán Torres       |     |

| 10 | MED | Andrés Andrade  | 45' |
| 7  | MED | Jarlan Barrera  | 59' |
| 13 | MED | Alexander Mejía | 82' |
| 70 | MED | Giovanni Moreno | 90' |

| 28 | MED | Luis Miranda          | 66' |
| 9  | DEL | Juan Fernando Caicedo | 66' |
| 30 | MED | Yohandry Orozco       | 67' |
| 27 | DEL | Gustavo Ramírez       | 77' |

| 43' · 71' · 90+3' | Danovis Banguero Yerson Candelo Andrés Andrade | 1:1 2:1 3:1 |

| 23' | Anderson Plata | 0:1 |

| 17' | Juan David Cabal |

| 14' · 68' · 80' · 83' | Daniel Cataño Brayan Rovira Julián Quiñones Rodrigo Ureña |

| Principal  | Éder Vergara  |
| Asistentes | Dionisio Ruiz |
|            | Richard Ortiz |
| Cuarto     | Jorge Duarte  |

| VAR            | Jorge Guzmán   |
| Asistentes VAR | Ricardo García |

|  |                    |        |        |
|  | Tiros              | 19     | 10     |
|  | Tiros a puerta     | 6      | 3      |
|  | Faltas             | 7      | 15     |
|  | Saques de esquina  | 4      | 5      |
|  | Fueras de juego    | 0      | 2      |
|  | Posesión del balón | 55,8 % | 44,2 % |

### Partido de vuelta
| 1     | POR   | William Cuesta        |       |
| 4     | DEF   | Jonathan Marulanda    | 90+3' |
| 3     | DEF   | Julián Quiñones       |       |
| 5     | DEF   | José Moya             |       |
| 20    | DEF   | Junior Hernández      |       |
| 6     | MED   | Brayan Rovira         |       |
| 18    | MED   | Rodrigo Ureña         | 90+3' |
| 21    | MED   | Andrés Ibargüen       | 18'   |
| 10    | MED   | Daniel Cataño         |       |
| 33    | MED   | Jeison Lucumí         |       |
| 9     | DEL   | Juan Fernando Caicedo | 72'   |
| D. T. | D. T. | Hernán Torres         |       |

| 23    | POR   | Kevin Mier           |       |
| 19    | DEF   | Yerson Candelo       |       |
| 18    | DEF   | Emanuel Olivera      |       |
| 22    | DEF   | Juan David Cabal     |       |
| 20    | DEF   | Danovis Banguero     |       |
| 27    | MED   | Sebastián Gómez      | 82'   |
| 5     | MED   | Jhon Duque           | 45'   |
| 8     | MED   | Dorlan Pabón         | 90+3' |
| 10    | MED   | Andrés Andrade       | 45'   |
| 16    | MED   | Daniel Mantilla      | 64'   |
| 9     | DEL   | Jefferson Duque      |       |
| D. T. | D. T. | Hernán Darío Herrera |       |

| 28 | MED | Luis Miranda    | 18'   |
| 27 | DEL | Gustavo Ramírez | 72'   |
| 17 | DEL | Michael Rangel  | 90+3' |
| 16 | DEF | Sergio Mosquera | 90+3' |

| 13 | MED | Alexander Mejía | 45'   |
| 17 | MED | Yeison Guzmán   | 45'   |
| 70 | MED | Giovanni Moreno | 64'   |
| 7  | MED | Jarlan Barrera  | 82'   |
| 3  | DEF | Felipe Aguilar  | 90+3' |

| 18' (a.g.) · 36' | Emanuel Olivera Juan Fernando Caicedo | 1:0 2:0 |

| 90+1' | Jarlan Barrera | 2:1 |

| 31' · 47' · 89' | José Moya Rodrigo Ureña Brayan Rovira |

| 21' · 29' · 48' · 90+3' | Daniel Mantilla Emanuel Olivera Yeison Guzmán Jarlan Barrera |

| 56' | Daniel Cataño |

| Principal  | Andrés Rojas    |
| Asistentes | Sebastián Vela  |
|            | David Fuentes   |
| Cuarto     | Nolberto Ararat |

| VAR            | Fernando Acuña   |
| Asistentes VAR | Alexander Guzmán |

|  |                    |        |        |
|  | Tiros              | 13     | 12     |
|  | Tiros a puerta     | 5      | 3      |
|  | Faltas             | 13     | 9      |
|  | Saques de esquina  | 4      | 4      |
|  | Fueras de juego    | 0      | 2      |
|  | Posesión del balón | 53,2 % | 46,8 % |

| 1     | POR   | William Cuesta        |       |
| 4     | DEF   | Jonathan Marulanda    | 90+3' |
| 3     | DEF   | Julián Quiñones       |       |
| 5     | DEF   | José Moya             |       |
| 20    | DEF   | Junior Hernández      |       |
| 6     | MED   | Brayan Rovira         |       |
| 18    | MED   | Rodrigo Ureña         | 90+3' |
| 21    | MED   | Andrés Ibargüen       | 18'   |
| 10    | MED   | Daniel Cataño         |       |
| 33    | MED   | Jeison Lucumí         |       |
| 9     | DEL   | Juan Fernando Caicedo | 72'   |
| D. T. | D. T. | Hernán Torres         |       |

| 23    | POR   | Kevin Mier           |       |
| 19    | DEF   | Yerson Candelo       |       |
| 18    | DEF   | Emanuel Olivera      |       |
| 22    | DEF   | Juan David Cabal     |       |
| 20    | DEF   | Danovis Banguero     |       |
| 27    | MED   | Sebastián Gómez      | 82'   |
| 5     | MED   | Jhon Duque           | 45'   |
| 8     | MED   | Dorlan Pabón         | 90+3' |
| 10    | MED   | Andrés Andrade       | 45'   |
| 16    | MED   | Daniel Mantilla      | 64'   |
| 9     | DEL   | Jefferson Duque      |       |
| D. T. | D. T. | Hernán Darío Herrera |       |

| 28 | MED | Luis Miranda    | 18'   |
| 27 | DEL | Gustavo Ramírez | 72'   |
| 17 | DEL | Michael Rangel  | 90+3' |
| 16 | DEF | Sergio Mosquera | 90+3' |

| 13 | MED | Alexander Mejía | 45'   |
| 17 | MED | Yeison Guzmán   | 45'   |
| 70 | MED | Giovanni Moreno | 64'   |
| 7  | MED | Jarlan Barrera  | 82'   |
| 3  | DEF | Felipe Aguilar  | 90+3' |

| 18' (a.g.) · 36' | Emanuel Olivera Juan Fernando Caicedo | 1:0 2:0 |

| 90+1' | Jarlan Barrera | 2:1 |

| 31' · 47' · 89' | José Moya Rodrigo Ureña Brayan Rovira |

| 21' · 29' · 48' · 90+3' | Daniel Mantilla Emanuel Olivera Yeison Guzmán Jarlan Barrera |

| 56' | Daniel Cataño |

| Principal  | Andrés Rojas    |
| Asistentes | Sebastián Vela  |
|            | David Fuentes   |
| Cuarto     | Nolberto Ararat |

| VAR            | Fernando Acuña   |
| Asistentes VAR | Alexander Guzmán |

|  |                    |        |        |
|  | Tiros              | 13     | 12     |
|  | Tiros a puerta     | 5      | 3      |
|  | Faltas             | 13     | 9      |
|  | Saques de esquina  | 4      | 4      |
|  | Fueras de juego    | 0      | 2      |
|  | Posesión del balón | 53,2 % | 46,8 % |

| 1     | POR   | William Cuesta        |       |
| 4     | DEF   | Jonathan Marulanda    | 90+3' |
| 3     | DEF   | Julián Quiñones       |       |
| 5     | DEF   | José Moya             |       |
| 20    | DEF   | Junior Hernández      |       |
| 6     | MED   | Brayan Rovira         |       |
| 18    | MED   | Rodrigo Ureña         | 90+3' |
| 21    | MED   | Andrés Ibargüen       | 18'   |
| 10    | MED   | Daniel Cataño         |       |
| 33    | MED   | Jeison Lucumí         |       |
| 9     | DEL   | Juan Fernando Caicedo | 72'   |
| D. T. | D. T. | Hernán Torres         |       |

| 23    | POR   | Kevin Mier           |       |
| 19    | DEF   | Yerson Candelo       |       |
| 18    | DEF   | Emanuel Olivera      |       |
| 22    | DEF   | Juan David Cabal     |       |
| 20    | DEF   | Danovis Banguero     |       |
| 27    | MED   | Sebastián Gómez      | 82'   |
| 5     | MED   | Jhon Duque           | 45'   |
| 8     | MED   | Dorlan Pabón         | 90+3' |
| 10    | MED   | Andrés Andrade       | 45'   |
| 16    | MED   | Daniel Mantilla      | 64'   |
| 9     | DEL   | Jefferson Duque      |       |
| D. T. | D. T. | Hernán Darío Herrera |       |

| 28 | MED | Luis Miranda    | 18'   |
| 27 | DEL | Gustavo Ramírez | 72'   |
| 17 | DEL | Michael Rangel  | 90+3' |
| 16 | DEF | Sergio Mosquera | 90+3' |

| 13 | MED | Alexander Mejía | 45'   |
| 17 | MED | Yeison Guzmán   | 45'   |
| 70 | MED | Giovanni Moreno | 64'   |
| 7  | MED | Jarlan Barrera  | 82'   |
| 3  | DEF | Felipe Aguilar  | 90+3' |

| 18' (a.g.) · 36' | Emanuel Olivera Juan Fernando Caicedo | 1:0 2:0 |

| 90+1' | Jarlan Barrera | 2:1 |

| 31' · 47' · 89' | José Moya Rodrigo Ureña Brayan Rovira |

| 21' · 29' · 48' · 90+3' | Daniel Mantilla Emanuel Olivera Yeison Guzmán Jarlan Barrera |

| 56' | Daniel Cataño |

| Principal  | Andrés Rojas    |
| Asistentes | Sebastián Vela  |
|            | David Fuentes   |
| Cuarto     | Nolberto Ararat |

| VAR            | Fernando Acuña   |
| Asistentes VAR | Alexander Guzmán |

|  |                    |        |        |
|  | Tiros              | 13     | 12     |
|  | Tiros a puerta     | 5      | 3      |
|  | Faltas             | 13     | 9      |
|  | Saques de esquina  | 4      | 4      |
|  | Fueras de juego    | 0      | 2      |
|  | Posesión del balón | 53,2 % | 46,8 % |

| 1     | POR   | William Cuesta        |       |
| 4     | DEF   | Jonathan Marulanda    | 90+3' |
| 3     | DEF   | Julián Quiñones       |       |
| 5     | DEF   | José Moya             |       |
| 20    | DEF   | Junior Hernández      |       |
| 6     | MED   | Brayan Rovira         |       |
| 18    | MED   | Rodrigo Ureña         | 90+3' |
| 21    | MED   | Andrés Ibargüen       | 18'   |
| 10    | MED   | Daniel Cataño         |       |
| 33    | MED   | Jeison Lucumí         |       |
| 9     | DEL   | Juan Fernando Caicedo | 72'   |
| D. T. | D. T. | Hernán Torres         |       |

| 23    | POR   | Kevin Mier           |       |
| 19    | DEF   | Yerson Candelo       |       |
| 18    | DEF   | Emanuel Olivera      |       |
| 22    | DEF   | Juan David Cabal     |       |
| 20    | DEF   | Danovis Banguero     |       |
| 27    | MED   | Sebastián Gómez      | 82'   |
| 5     | MED   | Jhon Duque           | 45'   |
| 8     | MED   | Dorlan Pabón         | 90+3' |
| 10    | MED   | Andrés Andrade       | 45'   |
| 16    | MED   | Daniel Mantilla      | 64'   |
| 9     | DEL   | Jefferson Duque      |       |
| D. T. | D. T. | Hernán Darío Herrera |       |

| 28 | MED | Luis Miranda    | 18'   |
| 27 | DEL | Gustavo Ramírez | 72'   |
| 17 | DEL | Michael Rangel  | 90+3' |
| 16 | DEF | Sergio Mosquera | 90+3' |

| 13 | MED | Alexander Mejía | 45'   |
| 17 | MED | Yeison Guzmán   | 45'   |
| 70 | MED | Giovanni Moreno | 64'   |
| 7  | MED | Jarlan Barrera  | 82'   |
| 3  | DEF | Felipe Aguilar  | 90+3' |

| 18' (a.g.) · 36' | Emanuel Olivera Juan Fernando Caicedo | 1:0 2:0 |

| 90+1' | Jarlan Barrera | 2:1 |

| 31' · 47' · 89' | José Moya Rodrigo Ureña Brayan Rovira |

| 21' · 29' · 48' · 90+3' | Daniel Mantilla Emanuel Olivera Yeison Guzmán Jarlan Barrera |

| 56' | Daniel Cataño |

| Principal  | Andrés Rojas    |
| Asistentes | Sebastián Vela  |
|            | David Fuentes   |
| Cuarto     | Nolberto Ararat |

| VAR            | Fernando Acuña   |
| Asistentes VAR | Alexander Guzmán |

|  |                    |        |        |
|  | Tiros              | 13     | 12     |
|  | Tiros a puerta     | 5      | 3      |
|  | Faltas             | 13     | 9      |
|  | Saques de esquina  | 4      | 4      |
|  | Fueras de juego    | 0      | 2      |
|  | Posesión del balón | 53,2 % | 46,8 % |

## Campeón
| Bandera de Colombia                            |
| Campeón Atlético Nacional Decimoséptimo título |